# Karerafallen
Karerafallen  är en spektakulär serie vattenfall i sydöstra Burundi belägna nordost om Rutana. Fallen ingår i ett skyddat område på 142 hektar och utgörs av sex förgreningar med tre sammanflöden.
Sedan den 9 maj 2007 är fallen tillsammans med Nyakazuförkastningen uppsatta på Burundis tentativa världsarvslista.